# 若林盛亮
若林 盛亮（わかばやし もりあき、1947年2月26日 - ）は、よど号グループのメンバー。

## 経歴
滋賀県草津市生まれ。滋賀県立膳所高等学校を経て同志社大学経済学部に入学。在学中、1970年によど号ハイジャック事件を起こし、北朝鮮に亡命。
1976年に結婚し、妻である若林佐喜子と平壌に在住している。
現在も警察庁により指名手配されていると同時に国際刑事警察機構より国際手配されている。

## その他
- 妻である若林佐喜子は欧州における日本人拉致事案に関与しているとして警察庁により指名手配されていると同時に国際刑事警察機構より国際手配されている[1][2][3][4]。
- 2人の子供がいる。2002年9月に長男（当時24歳）が、2009年1月に次男（当時14歳）が帰国している。
- バンド裸のラリーズの結成時のメンバーでもある。
- 1999年、訪朝した江頭2:50の希望により、よど号ハイジャック事件の若林と魚本公博(旧姓安部)と北朝鮮の平壌高麗ホテルで会談を行っている[5][6]。
- 2011年11月、爆風スランプのファンキー末吉が4度目の訪朝をした際、偶然隣にいた若林と酒を飲み交わしている。[7]
- 2011年11月15日、2014 FIFAワールドカップ・アジア3次予選の対北朝鮮戦では、金日成競技場外国人用席で観戦していた。「（北）朝鮮を応援しようと思ってきたけど、試合を見ているとやはり日本を応援してしまうな」とひと言だけコメントした[8][9]。
- 2017年7月18日、よど号事件の人質の一人であった医師の日野原重明が105歳で死去した。日本の新聞の取材に応じた若林は、日野原を「われわれの思い上がりを気付かせてくれた恩人」と偲び、「まだまだお元気と思っていた。私たちの親族、帰国した子供にも会っていただいた。いずれ帰国し直接おわびしたかったが残念だ」などと述べた[10][11]。
- 2020年、よど号事件から50年を前にメンバーを代表して産経新聞の電話取材に応じた。「ハイジャックを含め赤軍派の戦いは間違っていた」と総括する一方で、欧州での日本人拉致（欧州における日本人男性拉致容疑事案など）については無関係であると主張し、拉致の疑惑が晴れない限り日本への帰国は不可能とした[12]。なお、上述の江頭との対談で若林らは「実は俺たちは海外にもたくさん行っていて、この前もオーストリアに行った」「日本人の女性っていう女性、全員ナンパしました」などと発言していたとされる。2002年の日朝首脳会談で北朝鮮が公式に日本人拉致を認める前のことであり、若林らのいう"ナンパ"とは、拉致のことを指していたと考えられる[5][6]。